# Aeromys
Aeromys — рід гризунів з родини вивіркових (Sciuridae). Вони зустрічаються тільки в Південно-Східній Азії.

## Морфологічні особливості
Види значно відрізняються за розміром: Aeromys tephromelas має довжину тіла максимум 30 см плюс хвіст 30 см, а Aeromys thomasi має розміри 40 см, плюс 50 см хвоста. Зверху хутро темно-коричневе або чорне, знизу сіро-буре. Хвіст, довгий, тонкий і циліндричний. Вуха середнього розміру. Патагіум, крім того, що з'єднаний з лапами, продовжується до передпліччя, шиї, задніх лап і хвоста.

## Спосіб життя
Aeromys населяють тропічні ліси чи. Вночі вони на верхівках дерев шукають горіхи, фрукти та листя. Удень сплять, згорнувшись калачиком, у дуплах дерев, розташованих на великій висоті, звідки вони виходять лише в сутінках.